# Novri Setiawan
Novri Setiawan là một cầu thủ bóng đá người Indonesia hiện tại thi đấu ở vị trí tiền vệ cho Persija Jakarta.

## Danh hiệu

### Danh hiệu câu lạc bộ
Persija Jakarta
- Indonesia President's Cup: 2018